# Benzenselenol
Benzenselenol (též nazývaný selenofenol) je organická sloučenina patřící mezi selenoly, se vzorcem C6H5SeH; jedná se o selenový analog fenolu. Má využití v organické syntéze.

## Příprava a výroba
Benzenselenol se získává reakcí fenylmagnesiumbromidu se selenem:
PhMgBr + Se → PhSeMgBr
PhSeMgBr + HCl → PhSeH + MgBrCl
Tato látka je nestálá, a tak se často připravuje těsně před použitím, zpravidla redukcí difenyldiselenidu.

## Reakce
Benzenselenol se na vzduchu oxiduje, a to snadněji než thiofenol, protože vazba Se-H je slabá, s disociační energií odhadovanou na 280 až 300 kJ/mol, zatímco u vazby S-H v thiofenolu činí pžibližně 330 kJ/mol. Produktem je difenyldiselenid:
4 PhSeH + O2 → 2 PhSeSePh + 2 H2O
Přítomnost diselenidu v benzenselenolu se projeví žlutým zabarvením. Diselenid lze přeměnit zpět na selenol redukcí a následným okyselením vzniklé soli iontu PhSe−.
PhSeH je kyselý, s pKa 5,9; v neutrálním prostředí je tak většina jeho molekul ionizována:
PhSeH → PhSe− + H+
Benzenselenol je přibližně sedmkrát kyselejší než thiofenol. Obě tyto látky se rozpouští v zásaditých vodných roztocích. Konjugovaná zásada PhSe− je silným nukleofilem.

## Historie
Benzenselenol byl poprvé popsán v roce 1888, jako produkt reakce benzenu s chloridem seleničitým (SeCl4) za přítomnosti chloridu hlinitého (AlCl3).

## Bezpečnost
Tato sloučenina vydává silný zápach a je, podobně jako další organické sloučeniny selenu, toxická.